# Paul Larysz
Paul Larysz (* 26. Juli 1972 in Polen) ist ein deutscher Basketballtrainer.

## Laufbahn
Larysz kam 1986 aus Polen nach Deutschland. Er studierte Erziehungswissenschaft und im Nebenfach Sportwissenschaft und war ab 1996 als Jugendtrainer beim BC Johanneum Hamburg (BCJ) tätig. Ende der 1990er und Anfang der 2000er Jahre war er Geschäftsführer des BCJ beziehungsweise des Nachfolgevereins BC Hamburg. Er trainierte die zweite Herrenmannschaft der Hamburger, 2004 übernahm er als Nachfolger von Sven Jeglitza das Traineramt der ersten Hamburger Mannschaft in der 1. Regionalliga.
2005 wurde Larysz Trainer des MTV Itzehoe und führte die Mannschaft in seinem ersten Jahr zum Aufstieg von der zweiten in die erste Regionalliga. In der Saison 2011/12 wurde er vom Basketball-Informationsdienst eurobasket.com zum besten Trainer der Regionalliga Nord gekürt, nachdem er Itzehoe zur Vizemeisterschaft geführt hatte. Im Spieljahr 2013/14 wurden die Steinburger unter Larysz’ Leitung abermals Zweiter der Regionalliga Nord und stiegen in Folge einer Übernahme des Teilnahmerechts des UBC Hannover in die 2. Bundesliga ProB auf. Larysz arbeitete in Itzehoe neben seinen Aufgaben als Herrentrainer auch im Jugendbereich, schaffte 2009 mit der U19-Mannschaft den Sprung in die Nachwuchs-Basketball-Bundesliga (NBBL) und betreute die Truppe anschließend in ihrer einzigen NBBL-Saison 2009/10 als Trainer. Mitte März 2015 wurde er vom Verein kurz vor dem Beginn der Abstiegsrunde freigestellt, da die Mannschaftsleitung die Basis für das „Zusammenspiel zwischen Trainer, Mannschaft und dem gesamten Umfeld“ nicht mehr gegeben sah.
In den Spieljahren 2015/16 sowie 2016/17 war Larysz Trainer der NBBL-Mannschaft der Piraten Hamburg, dem Nachwuchsteam der Hamburg Towers. Er wurde als Trainer an der Eliteschule des Sports in Hamburg sowie als Auswahltrainer beim Hamburger Basketball Verband tätig und betreute in der Saison 2017/18 zusätzlich zu diesen Aufgaben den Regionalligisten VfL Stade als Cheftrainer. Im Sommer 2020 ging er als Jugendtrainer und Sportlicher Leiter der Jugendabteilung zum Eimsbütteler TV.

### Privates
Sein Sohn Lennard wurde Bundesligaspieler.